# 革命共产主义团结中心（马列）
革命共产主义团结中心（马列）（英語：Revolutionary Communist Unity Centre (Marxist–Leninist)）是印度的一个已不存在的共产主义组织。1970年，阿西特·森创建该组织。阿西特·森于1969年初离开共产主义革命者全印协调委员会。森批评印度共产党（马列）没有组织群众运动。